# SeeDNA
seeDNA는 일본 도쿄에 본사를 둔 DNA 분석 및 유전자 검사 전문 기관이다. 태아의 유전질환, 출생전 친자 확인, 범죄/이물질 혼입 증거물 검사 등 40여종의 다양한 유전자 검사를 제공하는 글로벌 기업이다.

## 사업 분야
- 유전체 분석 서비스업
- DNA 프로필 유전자 분석
- DNA뱅크

## 개요
seeDNA는 2014년 일본에서 창립된 후, 2017년 한국에 지사를 설립한 유전자 검사 전문 기업이다. 세계에서 세 번째로 임신 중 태아를 대상으로 한 비침습적 친자 확인 유전자 검사를 개발했으며, 독자적인 미량 DNA 분석 기술을 통해 손상된 DNA를 분석하는 특수 유전자 검사를 제공하는 유일한 기업이다.
산모의 혈액에서 검출되는 미량의 태아 DNA를 분석해 염색체 수 이상을 검출하는 NIPT, 태아 친자 확인, 성별 검사 등을 포함하여 부모, 형제, 조부모 등 친족 관계를 확인하는 혈연 검사, 법의학 검사, 불륜/범죄 증거물 분석, 이물질 검사 등 40여 가지 이상의 다양한 유전자 검사 서비스를 제공한다.

## 대표이사 경력
- 2012년 : 서강대학교 생명과학과 졸업
- 2008-2010년 : 일본 츠쿠바대학교 생체 조절 및 분자 정보 의학 석사 및 박사 학위 취득
- 2008-2010년 : 도쿄대학교 분자세포연구소 연구원
- 2010-2013년 : 서울대학교 및 Biocon 주임 연구원
- 2014년~  : 일본에서 주식회사  seeDNA 설립
- 2017년~ : 한국지사  seeDNA 설립

## 소속 학회
- 일반사단법인 유전정보취급협회
- 일본 법의학회
- DNA 검사 학회
- 일본 분자생물학회

## 주요 검사 항목
1. 임신 중 태아 DNA 친자 검사
- 임신한 산모의 혈액에 포함된 태아 DNA를 분석하여 태아의 친부/친모를 확인하는 검사이다.
- 시험관 아기나 체외수정 등 생식 보조술에서의 정자/난자/수정란의 뒤바뀜 여부를 확인하거나, 배우자의 외도로 인한 태아와의 생물학적 친자 여부를 확인하기 위한 유전학적 검사이다.
- 검사는 임신 7주부터 가능하며, 남성의 검체로 구내상피 외에도 칫솔, 머리카락 등 다양한 검체를 사용할 수 있다.

2. 태아 성별 검사
- 산모의 혈액에 포함된 태아 DNA를 분석하여 성별을 확인하는 검사이다.
- 임신 7주부터 가능하여 비교적 임신 초기에 태아의 성별을 알 수 있다.

3. 친자 검사
- 부모와 자식 간의 생물학적 혈연 관계를 확인하는 검사이다.

4. 특수 DNA 검사
- 기존의 DNA 검사로는 분석이 어려운 손상된 DNA, 오랜 시간 방치되어 분해된 DNA, 또는 피험자의 DNA에서 돌연변이로 의심되어 정확한 친자 관계의 산출이 어려운 경우에도 정확하게 분석이 가능한 특수 DNA 검사이다.
- 차세대 염기서열 분석 장치(NGS)를 활용한 미량 DNA 분석 기술에 기반하여 친자 확인, 증거물 검사 등 폭넓은 분야에 사용된다.

5. 혈연 검사
- 조부모·손자, 형제·자매, 부계·모계 등의 생물학적 혈연 관계를 확인하는 검사이다.

6. 증거물(법의학) 검사
- 최신 법의학 기술을 활용하여 외도 관련 증거물을 분석하는 검사이다.

7. 그 외의 검사
- 정액 검사, 혈흔 검사, 양수 DNA 친자 검사, DNA 동일인 검사, 이물질 검사 등 다양한 유전자 검사 서비스를 제공한다.

## 보유 기술과 인증
2019년부터 ABI(GlobalFiler™) 시스템을 도입하여, 친부 계수의 최소 보증값을 국제 기준(99.9%)보다 높은 99.99% 이상으로 설정하였다.
차세대 DNA 염기서열 분석 장치를 활용한  미량 DNA분석 기술을 사용하는 특수 친자 검사의 경우 최소보증 친부계수값 99.9999999%를 보증하며, 기존의 친자확인 검사로는 정확한 결과를 계산하기 어려운 돌연변이 확률등도 명확하게 검증 할 수 있다.
1. ISO9001 국제 품질 규격 인증
- G-CERTI-JAPAN
- IAS (International Accreditation Service)
- IAF (International Accreditation Forum)

2. 일본 프라이버시 마크 인증 (一般財団法人 日本情報経済社会推進協会（ＪＩＰＤＥＣ）)
3. 특허 7121440 (2022년) 다형 좌위 신호의 신뢰성 값 산출 방법
4. 특허 7331325 (2023년) 2종 이상의 검사를 실시할 수 있는 유전학적 해석 방법

## 회사 위치
일본 도쿄 본사와 오사카 출장소, 한국 지사를 운영하며, 미국과 우크라이나에도 서비스를 제공한다. 특히 태아를 대상으로 하는 친자 확인 검사와, 성별 검사가 법적으로 금지된 국내 사정을 고려하여 2017년 부터 한국지사를 운영중이다.
- 본사 및 연구소 : 일본 도쿄도 아다치구 타케노츠카 3-10-1 타케노츠카 빌딩 2층
- 오사카 출장소 : 일본 오사카 주오구 모리노미야 주오 2-7-20 유자크법 엔자카 빌딩 6층
- 한국 지사 : 대한민국 서울특별시 금천구 가산디지털1로 212 코오롱디지털타워애스턴 10층 1005호

## 미디어 출연
- 2024.08 : 주간지「주간 SPA!」
- 2024.01 : Science News 「Life Sciences Review」
- 2023.11 : 후지 텔레비전 「기적 체험! 언빌리버블」
- 2023.03 : 주간지 「문슌」
- 2021.03 : 공보지 「키교 나우」.
- 2020.06 : 후지TV 「일요일 THE 리얼! '다시 가족이 되고 싶어!'」
- 2020.01 : 마이니치 신문
- 2019.02 : 후지TV 「레디즈 아리요시」
- 2019.02 : 후지TV 「혼마데카!? TV」
- 2018.08 : 후지TV 「메자마시 TV」
- 2018.07 : 일본경제신문, 「출생 전 검사 논란 - 윤리와 여성의 권리」
- 2017.03 : 텔레비 아사히 「수퍼 J 채널」